# シーザー・カブラル
- セサール・カブラル

シーザー・アウグスト・カブラル・ディプレ（Cesar Augusto Cabral Dipre, 1989年2月11日 - ）は、ドミニカ共和国・サン・クリストバル州サバナ・グランデ・デ・パレンケ出身のプロ野球選手（投手）。左投左打。現在はFA。

## 経歴

### プロ入りとマイナー時代
2005年、17歳でボストン・レッドソックスと契約。翌2005年に傘下のルーキー級ドミニカン・サマーリーグ・レッドソックスでプロデビュー。
2007年、2008年もドミニカン・サマーリーグでプレーした。
2009年はA-級ローウェル・スピナーズでプレー。
2010年はA級グリーンビル・ドライブ、A+級セイラム・レッドソックスでプレー。オフのルール・ファイブ・ドラフトでタンパベイ・レイズから指名され、移籍した。
2011年3月12日にウェイバー公示され、トロント・ブルージェイズに移籍した。3月14日に再びウェイバー公示され、レイズに移籍、3月28日にレッドソックスに復帰した。この年はA+級セイラム、AA級ポートランド・シードッグスでプレー。

### ヤンキース時代

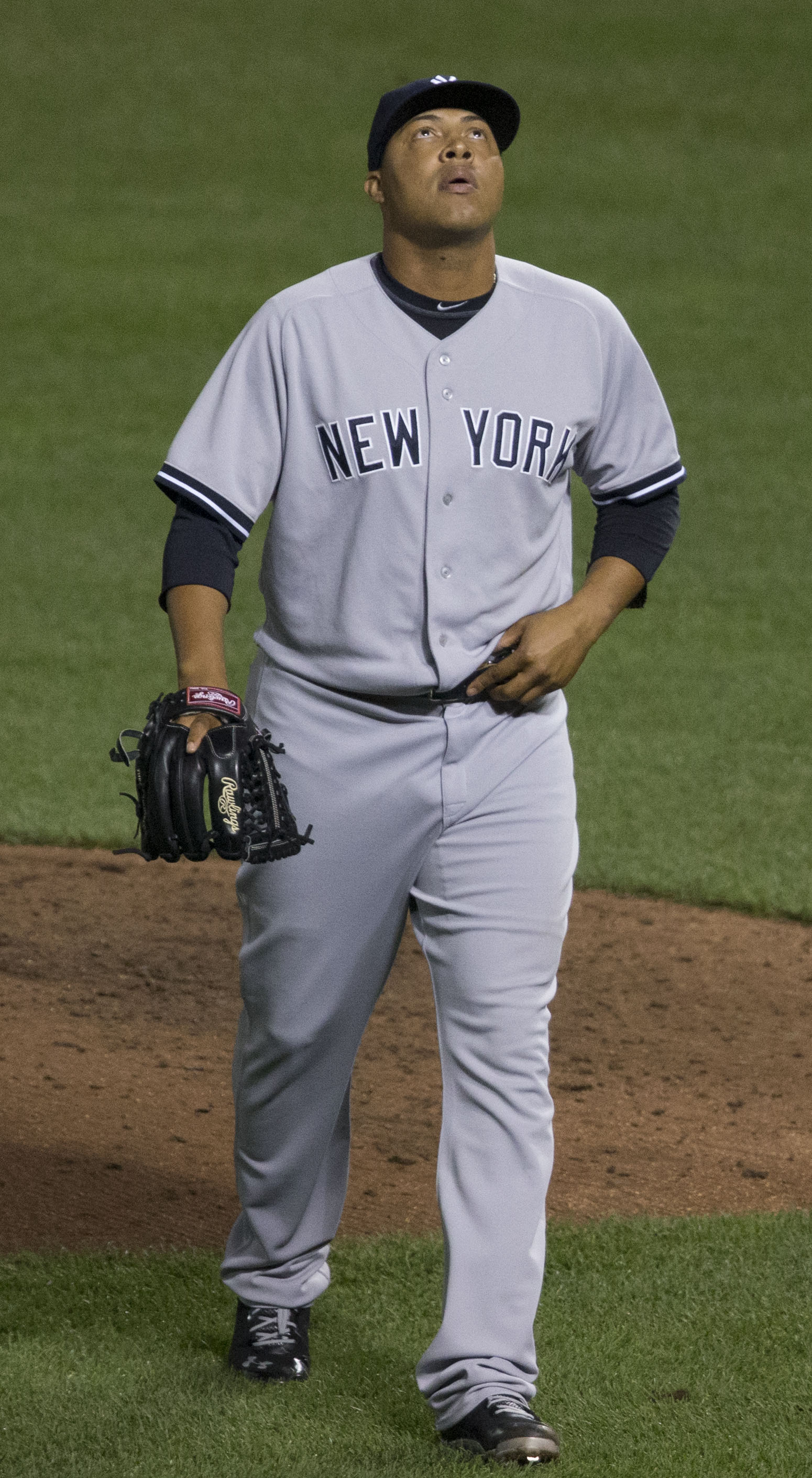
ニューヨーク・ヤンキース時代
(2013年9月12日)

2011年12月8日のルール・ファイブ・ドラフトでカンザスシティ・ロイヤルズが獲得。同日にニューヨーク・ヤンキースが移籍金を支払って獲得した。
2012年は左肘の疲労骨折のため60日間の故障者リスト入りし、シーズンを棒に振った。
2013年はA+級タンパ・ヤンキース、AA級トレントン・サンダー、AAA級スクラントン・ウィルクスバリ・レイルライダースでプレー。セプテンバー・コールアップとなる9月1日に40人枠入りを果たし、9月2日のシカゴ・ホワイトソックス戦でメジャーデビュー。8回から登板し、1回を1被安打無失点2奪三振に抑えた。
2014年3月28日にAAA級スクラントン・ウィルクスバリへ異動。開幕後の4月7日にデビッド・ロバートソンが怪我で故障者リスト入りしたため、4月8日にメジャーへ昇格した。昇格後は4試合に登板したが、防御率27.00と結果を残せず、4月18日にDFAとなった。4月21日にAAA級スクラントン・ウィルクスバリへ降格した。

### オリオールズ時代

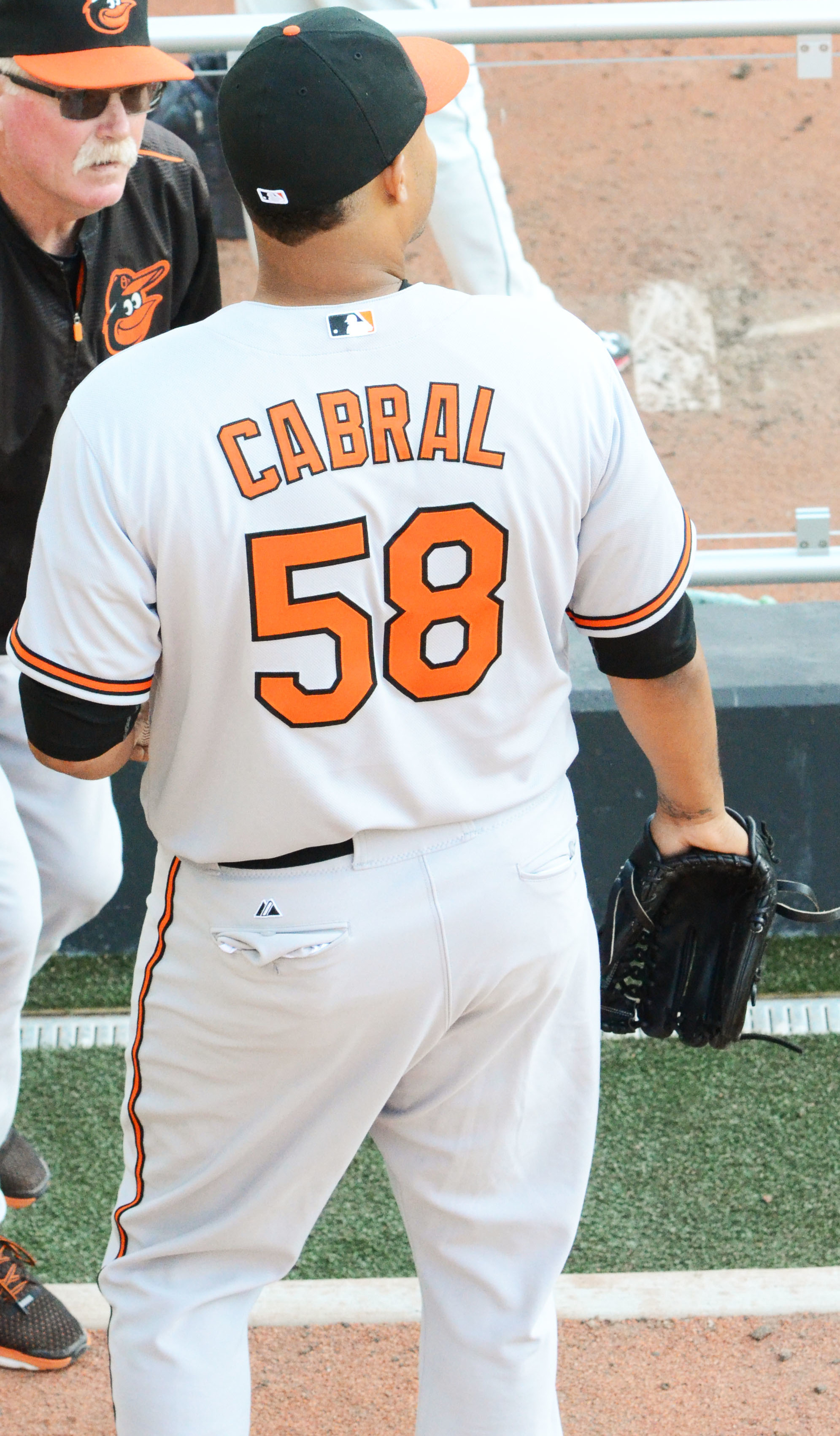
ボルチモア・オリオールズ時代
(2015年6月6日)

2014年12月24日にボルチモア・オリオールズとマイナー契約を結んだ。
2015年は傘下のAA級ボウイ・ベイソックスとAAA級ノーフォーク・タイズでプレーした後、6月5日にメジャー昇格した。9月6日にDFAとなった。9月7日に40人枠から外れ、AAA級ノーフォークに配属された。10月6日にFAとなったが、10月22日にオリオールズと再びマイナー契約を結んだ。2016年5月1日にAA級ボウイ・ベイソックスに降格し、5月4日に自由契約となった。

### レッドソックス傘下時代
2017年1月5日、ボストン・レッドソックスとマイナー契約を結び、1月11日AAA級ポータケット・レッドソックスに配属された。

### 徳島時代
2017年5月1日、日本の独立リーグである四国アイランドリーグplusの徳島インディゴソックスへ入団した。2017年のシーズン終了後に退団（自由契約）。

### 米独立リーグ時代
2019年4月1日にアトランティックリーグで行われたトライアウトでシュガーランド・スキーターズに入団した。6月28日に放出された。7月5日にアトランティックリーグのヨーク・レボリューションと契約を結んだ。シーズン後、FAとなった。

## 詳細情報

### 年度別投手成績
| 年 度    | 球 団    | 登 板 | 先 発 | 完 投 | 完 封 | 無 四 球 | 勝 利 | 敗 戦 | セ 丨 ブ | ホ 丨 ル ド | 勝 率 | 打 者 | 投 球 回 | 被 安 打 | 被 本 塁 打 | 与 四 球 | 敬 遠 | 与 死 球 | 奪 三 振 | 暴 投 | ボ 丨 ク | 失 点 | 自 責 点 | 防 御 率 | W H I P |
| -------- | -------- | ----- | ----- | ----- | ----- | -------- | ----- | ----- | -------- | ----------- | ----- | ----- | -------- | -------- | ----------- | -------- | ----- | -------- | -------- | ----- | -------- | ----- | -------- | -------- | ------- |
| 2013     | NYY      | 8     | 0     | 0     | 0     | 0        | 0     | 0     | 0        | 1           | ----  | 15    | 3.2      | 3        | 0           | 1        | 0     | 1        | 6        | 2     | 0        | 1     | 1        | 2.45     | 1.09    |
| 2014     | NYY      | 4     | 0     | 0     | 0     | 0        | 0     | 0     | 0        | 1           | ----  | 12    | 1.0      | 4        | 0           | 2        | 0     | 3        | 2        | 1     | 1        | 3     | 3        | 27.00    | 6.00    |
| 2015     | BAL      | 2     | 0     | 0     | 0     | 0        | 0     | 0     | 0        | 0           | ----  | 3     | 1.0      | 0        | 0           | 1        | 0     | 0        | 1        | 0     | 0        | 0     | 0        | 0.00     | 1.00    |
| MLB：3年 | MLB：3年 | 14    | 0     | 0     | 0     | 0        | 0     | 0     | 0        | 2           | ----  | 30    | 5.2      | 7        | 0           | 4        | 0     | 4        | 9        | 3     | 1        | 4     | 4        | 6.35     | 1.94    |

- 2020年度シーズン終了時

### 年度別守備成績
| 年 度 | 球 団 | 投手（P） | 投手（P） | 投手（P） | 投手（P） | 投手（P） | 投手（P） |
| 年 度 | 球 団 | 試 合     | 刺 殺     | 補 殺     | 失 策     | 併 殺     | 守 備 率  |
| ----- | ----- | --------- | --------- | --------- | --------- | --------- | --------- |
| 2013  | NYY   | 8         | 0         | 0         | 0         | 0         | ----      |
| 2014  | NYY   | 4         | 0         | 0         | 0         | 0         | ----      |
| 2015  | BAL   | 2         | 0         | 0         | 0         | 0         | ----      |
| MLB   | MLB   | 14        | 0         | 0         | 0         | 0         | ----      |

- 2020年度シーズン終了時

### 独立リーグでの投手成績
| 年 度   | 球 団   | 登 板 | 完 投 | 完 封 | 無 四 球 | 勝 利 | 敗 戦 | セ 丨 ブ | 勝 率 | 打 者 | 投 球 回 | 被 安 打 | 被 本 塁 打 | 与 四 球 | 与 死 球 | 奪 三 振 | 暴 投 | ボ 丨 ク | 失 点 | 自 責 点 | 防 御 率 | W H I P |
| ------- | ------- | ----- | ----- | ----- | -------- | ----- | ----- | -------- | ----- | ----- | -------- | -------- | ----------- | -------- | -------- | -------- | ----- | -------- | ----- | -------- | -------- | ------- |
| 2017    | 徳島    | 16    | 0     | 0     | 0        | 1     | 0     | 6        | 1.000 | 113   | 29.0     | 18       | 0           | 8        | 2        | 21       | -     | -        | 8     | 5        | 1.55     | 0.97    |
| IL：1年 | IL：1年 | 16    | 0     | 0     | 0        | 1     | 0     | 6        | 1.000 | 113   | 29.0     | 18       | 0           | 8        | 2        | 21       | -     | -        | 8     | 5        | 1.55     | 0.97    |

### 背番号
- 64 (2013年 - 2014年)
- 58 (2015年)
- 46 (2017年)